# Bernard Willms
Bernard Willms (* 7. Juli 1931 in Mönchengladbach; † 27. Februar 1991) war ein deutscher Politikwissenschaftler.

Nach einer Ausbildung und Tätigkeit als Buchhändler studierte Willms ab 1957 Philosophie, Soziologie, Germanistik, Neuere Geschichte und Öffentliches Recht an den Universitäten Köln und Münster. 1964 wurde er bei Joachim Ritter in Münster mit der Arbeit Die wahre Freiheit. Fichtes Staatsphilosophie als Theorie der bürgerlichen Gesellschaft zum Dr. phil. promoviert. Von 1965 bis 1969 arbeitete er als Assistent von Helmut Schelsky an der Sozialforschungsstelle an der Universität Münster in Dortmund. Im Jahr 1969 habilitierte sich Willms mit einer Arbeit über die politische Theorie des Thomas Hobbes. Von 1970 bis zu seinem Tod 1991 lehrte er als Professor für Politikwissenschaft an der Ruhr-Universität Bochum. Sein Schwerpunkt war die Politische Theorie, mit besonderem Gewicht auf Thomas Hobbes.
Willms nahm in seiner Münsteraner Studienzeit an Joachim Ritters Collegium Philosophicum teil und wird der Ritter-Schule zugerechnet. Dabei verortet ihn die neuere ideengeschichtliche Forschung (Mark Schweda) gemeinsam mit Günter Rohrmoser auf einer „Ritter’schen Rechten“. Seit den späten 1970er Jahren wandte sich Willms der Idee der Nation zu und vertrat das Programm eines „neuen Nationalismus“. Seine Lehren isolierten ihn zunehmend im eigenen Fach, machten ihn aber anschlussfähig für die Neue Rechte, zu deren Vordenker er sich entwickelte. Er hielt Vorträge vor deutschnationalen Burschenschaften und Vertriebenenverbänden und wirkte 1983 an der Ausarbeitung des Gründungsprogramms der Republikaner mit. Bis heute wird Willms auf der politischen Rechten rezipiert. Seine Schriften werden unter anderem in Götz Kubitscheks Verlag Antaios neu aufgelegt.
Bernard Willms nahm sich 1991 im Alter von 59 Jahren das Leben.

## Schriften
- Die wahre Freiheit. Fichtes Staatsphilosophie als Theorie der bürgerlichen Gesellschaft. Münster 1964.
- als Herausgeber: Johann Gottlieb Fichte: Schriften zur Revolution. Westdeutscher Verlag, Köln und Opladen 1967.
- Die totale Freiheit. Fichtes politische Philosophie. Westdeutscher Verlag, Köln und Opladen 1967.
- Revolution und Protest oder Glanz und Elend des bürgerlichen Subjekts – Hobbes, Fichte, Hegel, Marx, Marcuse. Kohlhammer, Stuttgart u. a. 1969.
- Planungsideologie und revolutionäre Utopie. Die zweifache Flucht in die Zukunft. Kohlhammer, Stuttgart u. a. 1969.
- Die Antwort des Leviathan. Thomas Hobbes’ politische Theorie. Luchterhand, Neuwied und Berlin 1970.
- Funktion, Rolle, Institution. Zur politiktheoretischen Kritik soziologischer Kategorien. Bertelsmann-Universitätsverlag, Düsseldorf 1971.
- Marxismus, Wissenschaft, Universität. 12 Thesen. Bertelsmann-Universitätsverlag, Düsseldorf 1971.
- Die politischen Ideen von Hobbes bis Ho Tschi Minh. Kohlhammer, Stuttgart 1971.
- Entwicklung und Revolution. Grundlagen einer dialektischen Theorie der internationalen Politik. Helmut Schelsky zum 60. Geburtstag. Makol-Verlag, Frankfurt am Main 1972.
- Kritik und Politik. Jürgen Habermas oder das politische Defizit der »Kritischen Theorie«. Suhrkamp, Frankfurt am Main 1973. ISBN 3-518-07367-2.
- Entspannung und friedliche Koexistenz. List, München 1974. ISBN 3-471-66565-X.
- Philosophie, die uns angeht. Bertelsmann-Lexikon-Verlag, Gütersloh u. a. 1975. ISBN 3-570-05650-3.
- Politik, die uns angeht. Bertelsmann-Lexikon-Verlag, Gütersloh u. a. 1975. ISBN 3-570-05237-0.
- Selbstbehauptung und Anerkennung. Grundriss einer politischen Dialektik. Westdeutscher Verlag, Opladen 1977. ISBN 3-531-11413-1.
- Offensives Denken. Philosophie und Politik. Westdeutscher Verlag, Opladen 1978. ISBN 3-531-11455-7.
- Der Weg des Leviathan. Die Hobbes-Forschung von 1968–1978. Duncker & Humblot, Berlin 1979. ISBN 3-428-04531-9.
- Einführung in die Staatslehre. Politisch-dialektische Propädeutik. Schöningh, Paderborn u. a. 1979. ISBN 3-506-99287-2.
- Politische Koexistenz. Zur Theorie des Ost-West-Konflikts. Schöningh, Paderborn 1982. ISBN 3-506-77463-8.
- Die deutsche Nation. Hohenheim-Verlag, Köln-Lövenich 1982. ISBN 3-8147-0023-6.
- Nation heute. Die Idee des Bismarckschen Reiches und dessen Aktualität: Vortrag gehalten auf Einladung der Staats- und Wirtschaftspolitischen Gesellschaft. SWG, Referat Öffentlichkeitsarbeit, Hamburg 1984. ISBN 3-88527-061-7.
- Identität und Widerstand. Reden aus dem deutschen Elend. Hohenrain-Verlag, Tübingen u. a. 1986. ISBN 3-89180-012-6.
- als Herausgeber: Handbuch zur deutschen Nation. Hohenrain-Verlag, Tübingen.
  - Band 1: Geistiger Bestand und politische Lage (1986). ISBN 3-89180-007-X.
  - Band 2: Nationale Verantwortung und liberale Gesellschaft (1987). ISBN 3-89180-008-8.
  - Band 3: Moderne Wissenschaft und Zukunftsperspektive (1988). ISBN 3-89180-009-6.
- Idealismus und Nation. Zur Rekonstruktion des politischen Selbstbewußtseins der Deutschen. Schöningh, Paderborn u. a. 1986. ISBN 3-506-76532-9.
- Thomas Hobbes. Das Reich des Leviathan. Piper, München und Zürich 1987. ISBN 3-492-03115-3.
- mit Paul Kleinewefers: Erneuerung aus der Mitte. Prag – Wien – Berlin. Diesseits von Ost und West. Busse Seewald, Herford 1988. ISBN 3-512-00825-9.
- als Herausgeber: Thomas Hobbes: Dialog zwischen einem Philosophen und einem Juristen über das englische Recht. VCH, Acta Humaniora, Weinheim 1992. ISBN 3-527-17609-8.
- Philosophie der Selbstbehauptung. Reihe kaplaken, Bd. 4, Verlag Antaios, Schnellroda ²2015. ISBN 978-3-935063-74-6.
- Identität und Widerstand. Rede aus dem deutschen Elend. Reihe kaplaken, Bd. 34, Verlag Antaios, Schnellroda 2013. ISBN 978-3-944422-34-3.
- Heidegger und der Antifaschismus. Karolinger, Wien 2015. ISBN 978-3-85418-165-1.